# A War Against You
A War Against You è il sesto album in studio del gruppo musicale statunitense Ignite, pubblicato nel 2016.

## Tracce
1. Begin Again – 3:23
2. Nothing Can Stop Me – 3:18
3. This Is a War – 3:25
4. Oh No Not Again – 3:42
5. Alive – 3:15
6. You Saved Me – 3:03
7. Rise Up – 3:47
8. Where I'm From – 3:22
9. The Suffering – 2:18
10. How Is This Progress? – 3:13
11. You Lie – 2:27
12. Descend – 3:02
13. Forward (bonus track) – 2:18
14. Work/Falu – 6:44